# FC Victoria Rosport

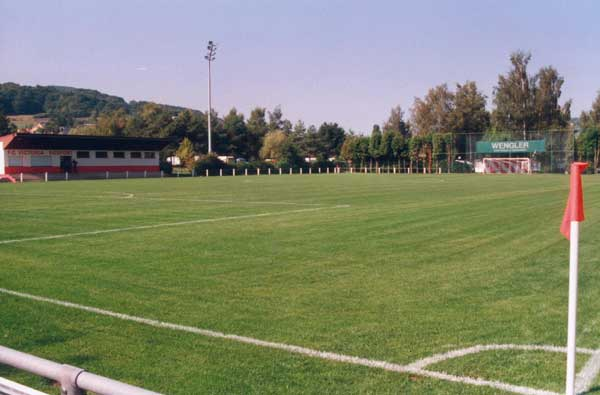
Die VictoriArena, Spielstätte Rosports

Der FC Victoria Rosport ist ein luxemburgischer Fußballverein. Heimstätte ist die VictoriArena in Rosport. Die Vereinsfarben sind rot und weiß.

## Geschichte
Victoria Rosport wurde am 1. Oktober 1928 gegründet. 1930 wurde der Verein in den Luxemburger Fußballverband aufgenommen und nahm erstmals am Ligabetrieb teil. In der Saison 1937/1938 stieg er in die 2. Division (4. Liga) auf, doch 1940 musste auf Grund der Besatzung Luxemburgs durch die Wehrmacht der Spielbetrieb bei Victoria eingestellt werden. 1945 wurde der Verein wieder gegründet.
Er spielte zunächst in der 3. Division (5. Liga). In der Saison 1969/1970 stieg er erstmals in die 1. Division auf. Einem weiteren Aufstieg 1987 in die Ehrenpromotion folgte 1999 der Wiederabstieg in die 1. Division. In der darauffolgenden Saison gelang der direkte Wiederaufstieg, und in der Saison 2001/2002 stieg Rosport erstmals in die Nationaldivision, die höchste luxemburgische Liga, auf.
Durch einen vierten Platz in der Saison 2004/05 durfte Rosport in der folgenden Saison am UI-Cup teilnehmen. Dort schied man aber bereits in der ersten Runde aus, als man IFK Göteborg mit 1:2 und 1:3 unterlag.
In der Saison 2007/08 unterlag Victoria mit dem deutschen Trainer Reiner Brinsa im Finale des Coupe de Luxembourg mit 1:4 gegen CS Grevenmacher. Zudem stieg der Verein aus der Nationaldivision ab. Nach Platzierungen zwischen dem 4. und 8. Rang in der Ehrenpromotion gelang 2014 mit dem Gewinn der Meisterschaft die Rückkehr in die Nationaldivision.

## Europapokalbilanz
| Saison | Wettbewerb         | Runde    | Gegner       | Gesamt | Hin     | Rück    |
| ------ | ------------------ | -------- | ------------ | ------ | ------- | ------- |
| 2005   | UEFA Intertoto Cup | 1. Runde | IFK Göteborg | 2:5    | 1:2 (H) | 1:3 (A) |

Gesamtbilanz: 2 Spiele, 2 Niederlagen, 2:5 Tore (Tordifferenz −3)

## Kader Saison 2025/26
Stand: 4. August 2025
| 01 | Paul Wiencierz | Deutschland |
| 22 | Niklas Bürger  | Deutschland |
| 99 | Bobby Jiang    | Luxemburg   |

| 02 | Janik Faldey                | Deutschland        |
| 03 | Denzel Tawiah               | Deutschland Ghana  |
| 05 | Gilles Feltes               | Luxemburg          |
| 06 | Goncalo Rodrigues Fernandes | Luxemburg Portugal |
| 23 | Mattéo François             | Luxemburg          |
| 29 | Mykhaylo Ponamaryov         | Ukraine            |
| 30 | Martin Grachki              | Bulgarien          |
| 77 | Albert Ferreira             | Luxemburg          |
|    | Corentin Baudry             | Frankreich         |
|    | Tsvetan Mihov               | Bulgarien          |

| 04 | Michel Bechtold    | Luxemburg   |
| 07 | Kevin Marques      | Luxemburg   |
| 08 | Ruben Sousa        | Luxemburg   |
| 11 | Santiago Gonçalves | Portugal    |
| 13 | Ben Vogel          | Luxemburg   |
| 19 | Stan Trombini      | Luxemburg   |
| 21 | Lenn Hubert        | Luxemburg   |
| 27 | Johannes Steinbach | Deutschland |
|    | Younes Grzeskowiak | Deutschland |

| 09 | Frederick Kyereh | Deutschland Ghana  |
| 10 | Mikail Arslan    | Deutschland Turkei |
| 78 | Denis Skuka      | Italien            |

## Stadion
Die Party-Rent-Arena des FC Victoria Rosport liegt direkt an der Sauer, der Fluss bildet die deutsch-luxemburgische Grenze. Frühere Namen der Spielstätte lauteten VictoriArena und Terrain um Camping.
Zudem nutzt der Verein einen Kunstrasenplatz im rheinland-pfälzischen Nachbarort Ralingen am anderen Ufer der Sauer, rund 600 Meter Luftlinie vom Stadion entfernt, ebenso steht im Süden von Rosport ein weiterer Kunstrasenplatz für Trainingszwecke zur Verfügung.

## Frauenfußball
Seit 2006 nimmt Victoria Rosport am Spielbetrieb des Frauenfußballs teil. 2014 und 2016 konnte sie jeweils in die Dames Ligue 1 (1. Liga) aufsteigen.
In der Saison 2016/17 erreichte man erstmals das Pokalfinale, welches man mit 1:4 gegen den FC Mamer 32 verlor.

## Bekannte Spieler
- Lynn Weis (* 1993)
- Romy Gruber (* 1993)
- Asmeron Habte (2004–2009)
- Milan Drageljević (2006–2007)
- Marco Toppmöller (2009)
- Thorsten Wittek (2010–2013)
- Aleksandre Karapetian (2014)
- Ernesto Carratala Jiménez (2022–2025)
- Oege-Sietse van Lingen (2023)
- Bernard Kyere (2023–2025)
- Jodel Dossou (2025)
- Frederick Kyereh (seit 2025)

## Bilder

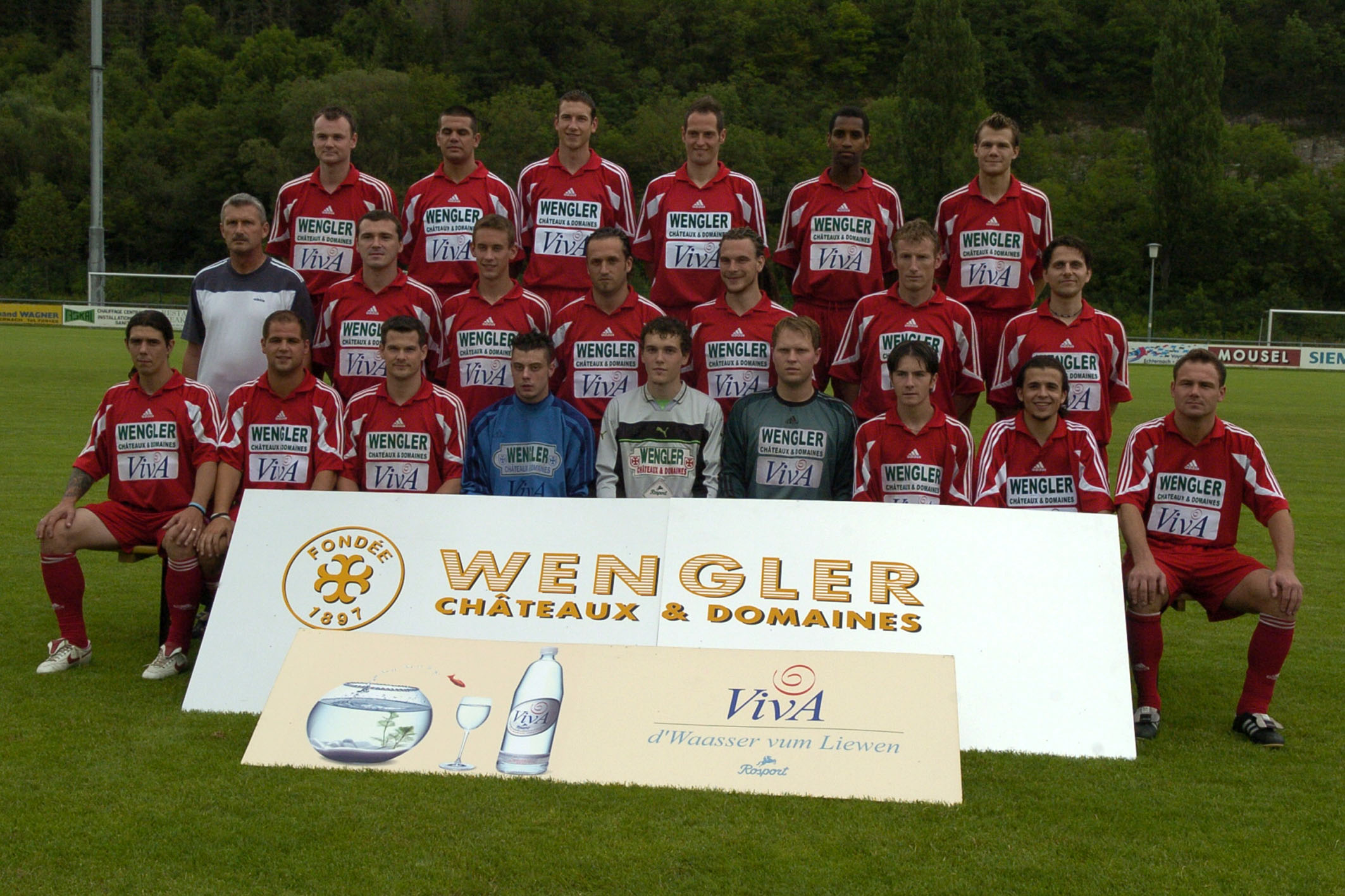
Der Kader in der Saison 2005/2006
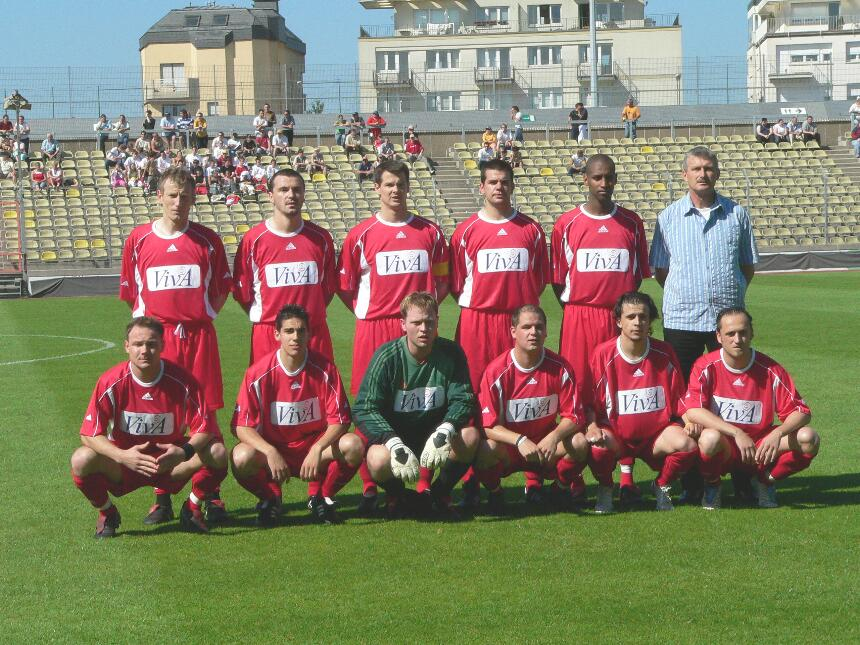
Die Aufstellung vor dem UI-Cup-Spiel gegen IFK Göteborg
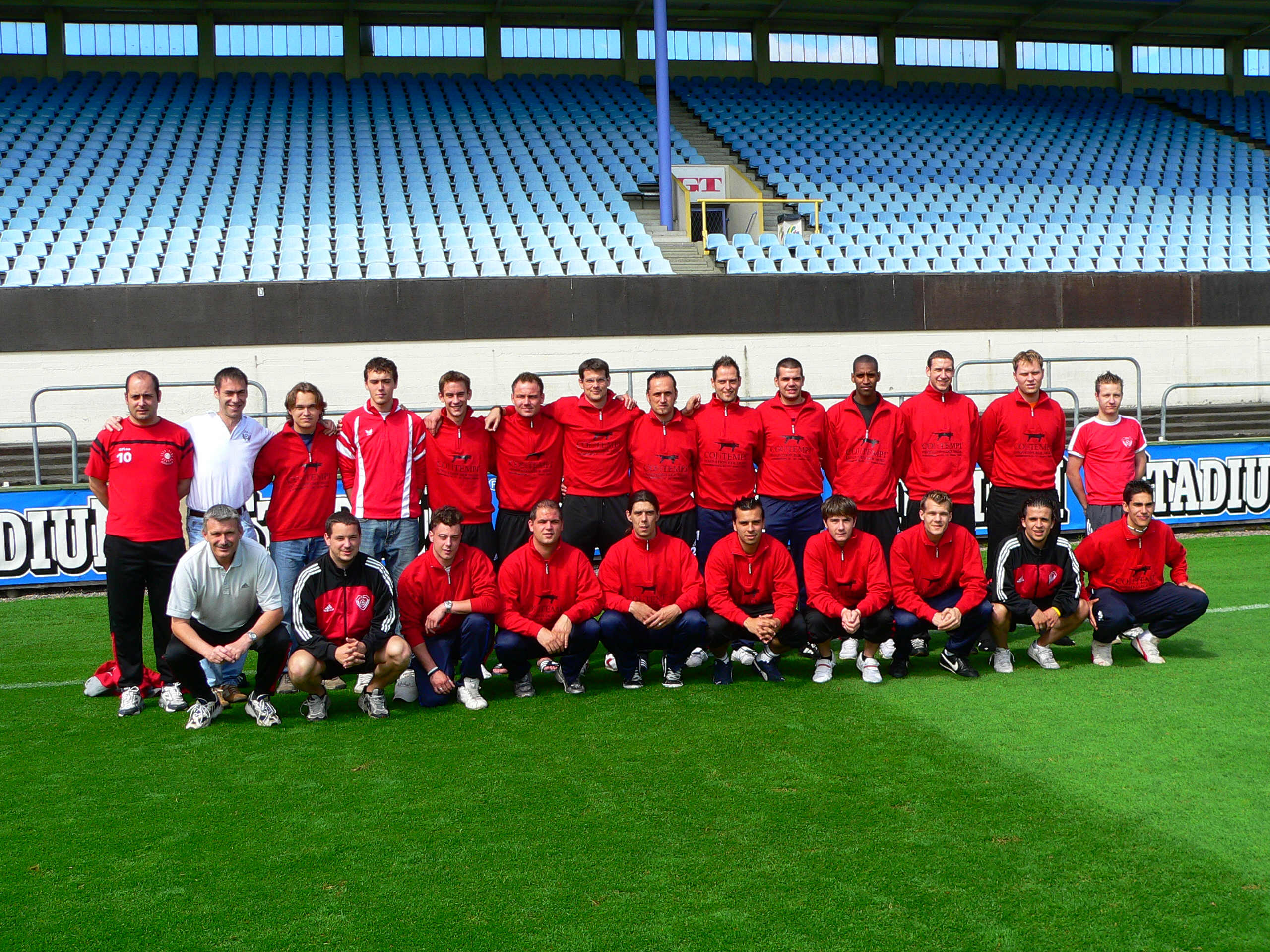
Kompletter Kader beim UI-Cup-Spiel in Göteborg
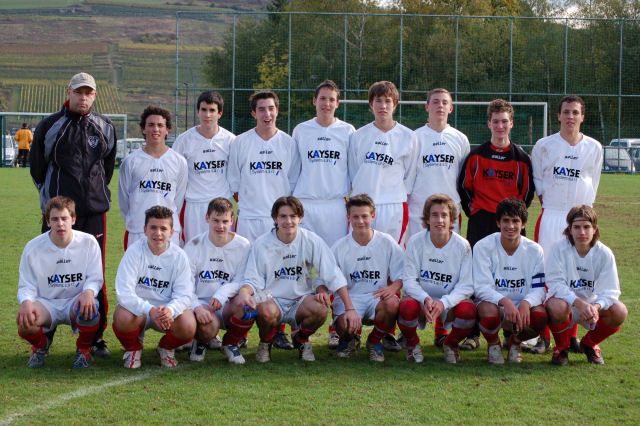
Jugendmannschaft des Jahrgangs Cadets (U17)